# Havängsdösen

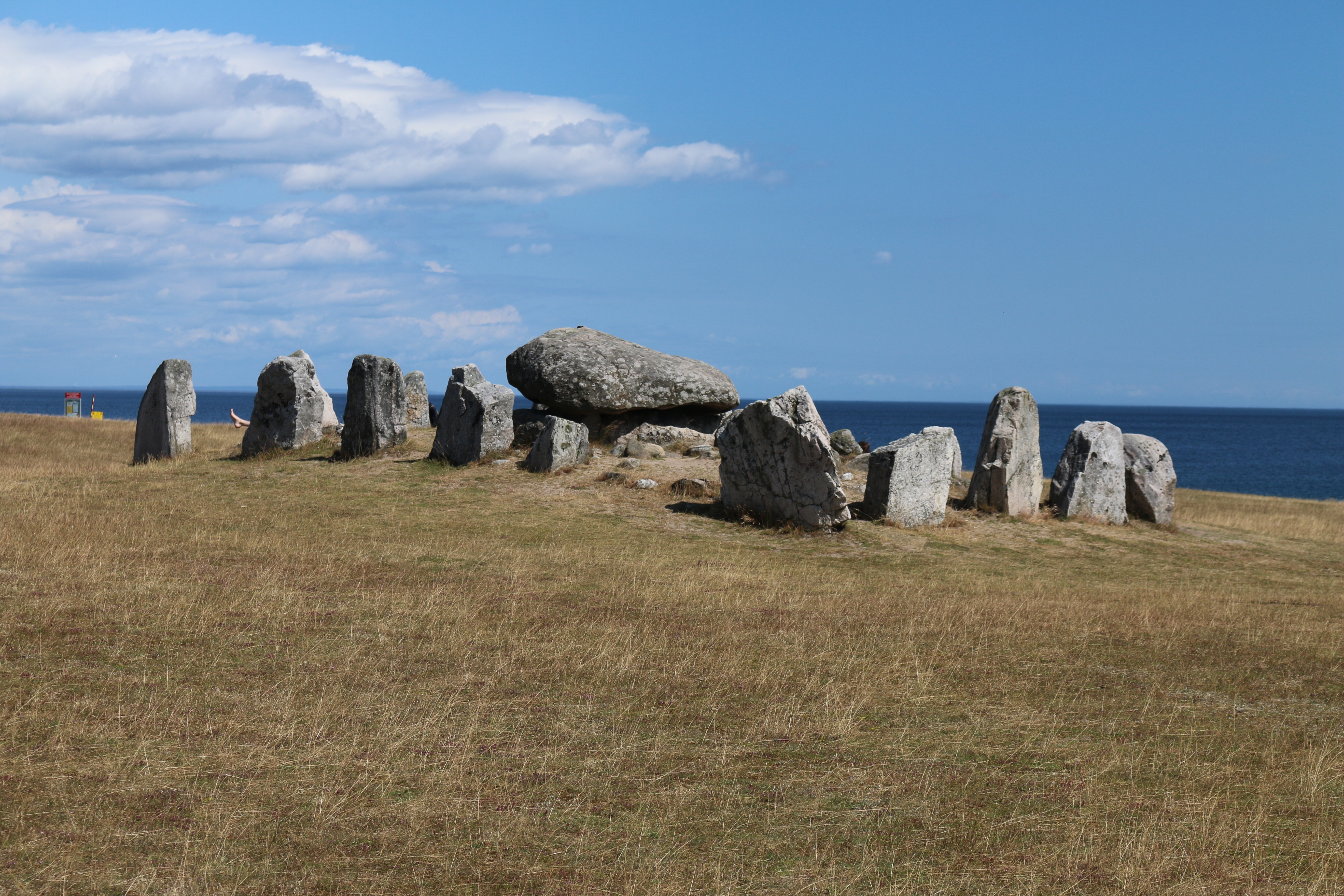
Havängsdösen

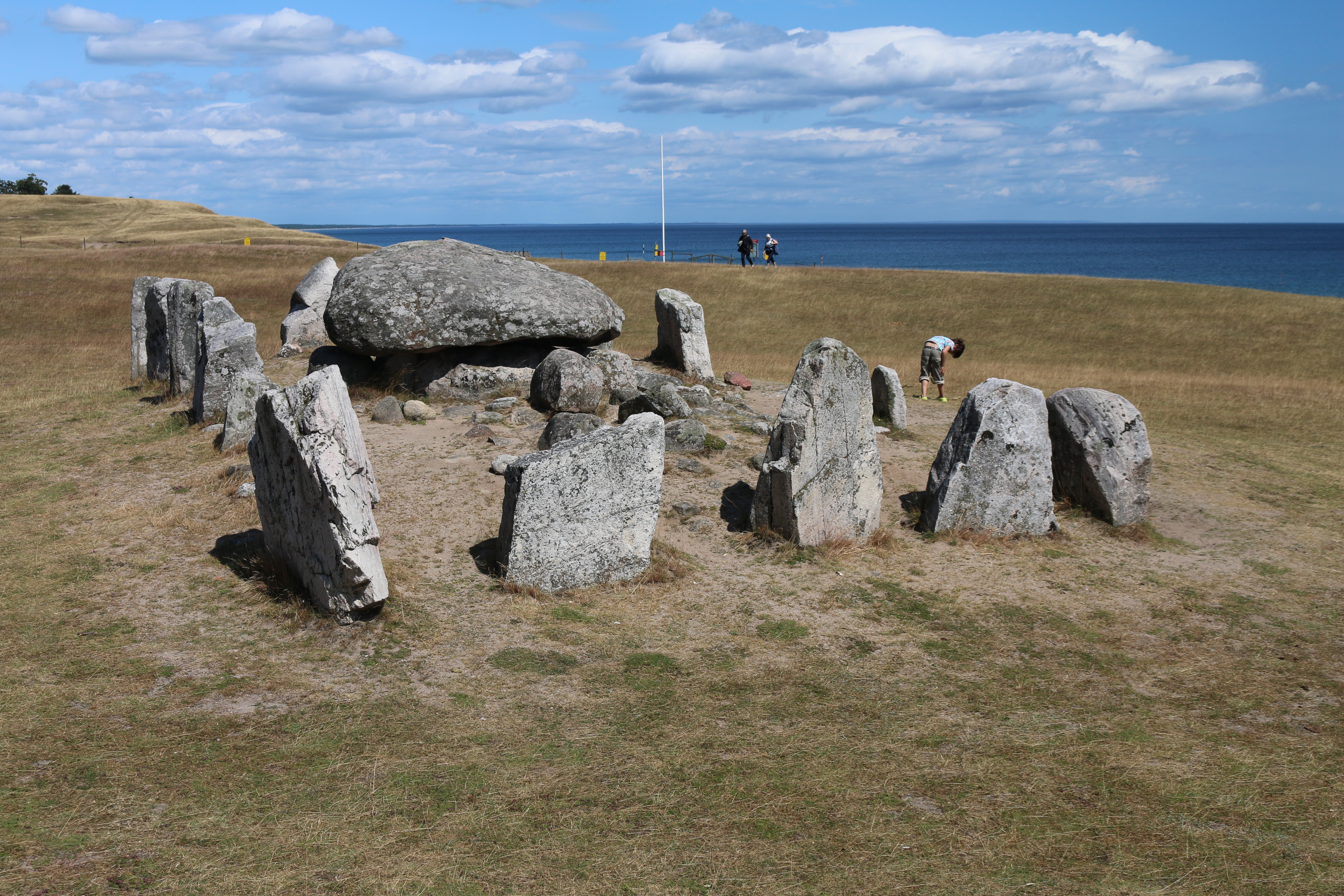
Havängsdösen

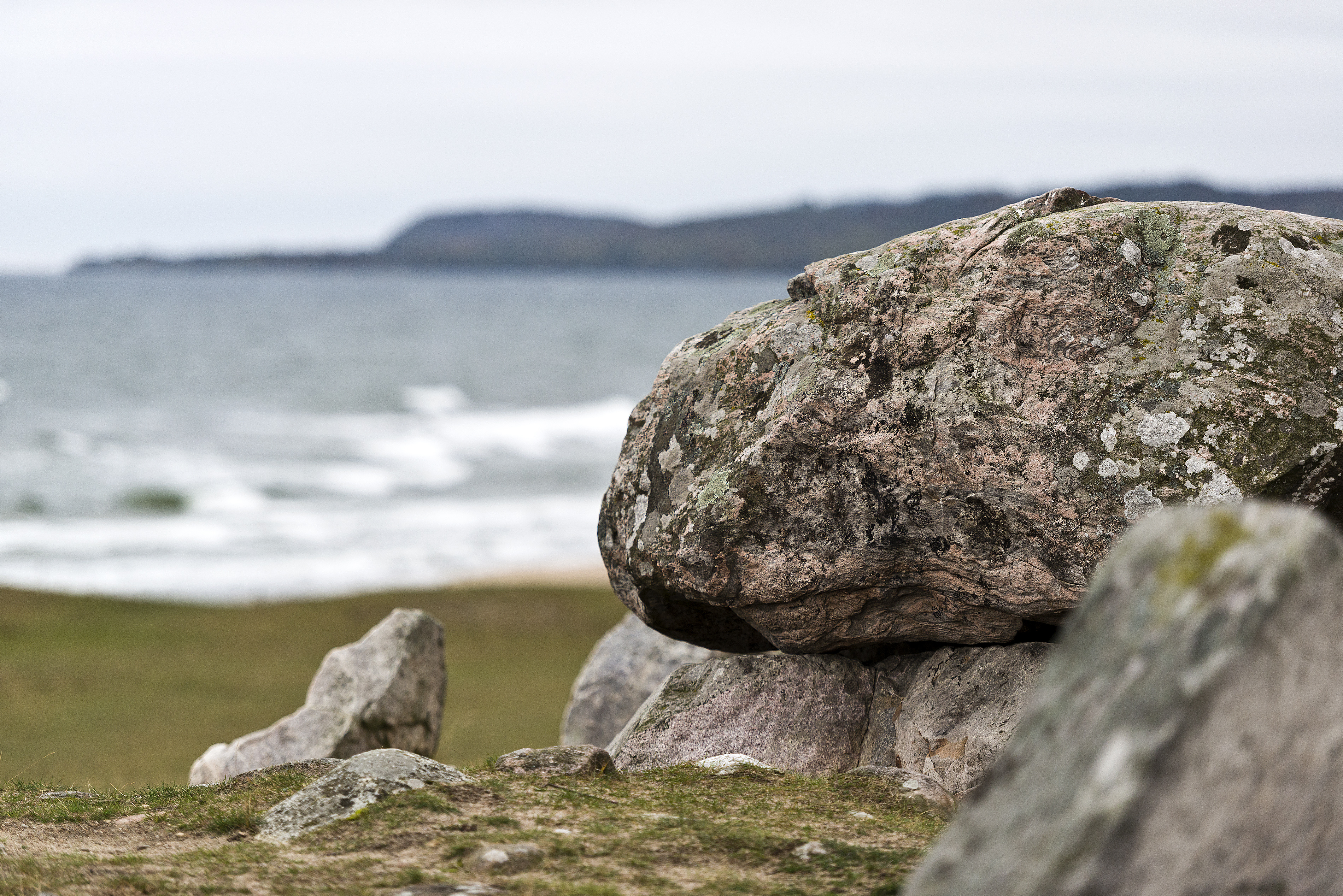
Havängsdösen Skåne

Havängsdösen är en stenkammargrav (megalitgrav) av typen dös från yngre stenåldern, c:a 5 500 år gammal, byggd under trattbägarkulturens äldre fas. Megalitgraven är belägen på Haväng på Österlen, inom Ravlunda församling strax norr om Verkaåns utlopp i Hanöbukten, i södra kanten av Ravlunda skjutfält.
Själva gravkammaren består av tre sidostenar som är 1,65 × 0,5 m. Ovanpå, som tak, ligger en sten som är 2,7 × 2 m. Graven är omgärdad av 16 markfasta stenblock som är mellan 0,6 m och 1,2 m höga, bildande en rektangel och har en areal på cirka 60 kvadratmeter. Dösar med sådana fyrsidiga kantkedjor kallas ofta långdösar. Ingången till kammaren är vänd ut mot havet och i den riktning där solen går upp vid vår- och höstdagjämningen.
När man gjorde utgrävningar av gravkammaren 1869, hittade man skelett från människor och en flintyxa. Somliga tror att graven kan ha plundrats tidigare, eftersom den innehöll så få fynd, men normalt är fynden relativt fåtaliga i dösar.
Det är okänt vem eller vilka som ligger begravda under Havängsdösen. I dösar begravdes som regel endast en person och det var främst betydelsefulla personer i samhället som ärades med en egen dös. 
2015 eldades det på dösens tak, varvid takhällen sprack.

## Närliggande fynd
I slutet av 1700-talet hittades fem brakteater av guld i närheten av Skepparpsåns (= Verkeåns) mynning. Man har även funnit så kallade guldgubbar här. Vid lågvatten kan hamnpålar ses i åmynningen. Forskning har visat att den hamnen ska vara konstruerad någon gång på 1000-talet och 1600-talet.